# Collotheca lettevalli
Collotheca lettevalli is een raderdiertjessoort uit de familie Collothecidae. De wetenschappelijke naam van deze soort is voor het eerst geldig gepubliceerd in 1976 door Bērzinś.